# Kvantitativní polymerázová řetězová reakce
Kvantitativní polymerázová řetězová reakce (nejčastěji označované jako Real-time PCR nebo qPCR) je metoda založena na principu klasické PCR, umožňuje však kvantifikaci sledovaného úseku DNA v reálném čase. Na rozdíl od běžné PCR, kde se analyzuje až výsledný produkt (amplifikovaná DNA) pomocí elektroforézy v agaróze, je při Real-time PCR zaznamenáván každý cyklus PCR ve skutečném čase. Záznam amplifikace je založen na principu fluorescence, kdy se používají sondy (fluorescenční látky), které se vážou specificky nebo nespecificky na amplifikované DNA.

## Prostředky
Kvantitativní polymerázová řetězová reakce je podobně jako klasická PCR prováděna v přístroji termocyklér, který je oproti klasické verzi vybaven optickým zařízením pro snímání intenzity fluorescenčního záření ze sond v reálném čase. Optický signál je zaznamenáván a zpracováván specializovaným software prostřednictvím matematických metod.

## Metody

### Metody Standardní křivky
Za účelem kvantifikace určitého úseku DNA jsou hojně využívány metody  založené na konstrukci tzv. standardní křivky. Při této metodě je nejprve na základě naměřených fluorescenčních intenzit pro každý vyšetřovaný vzorek vytvořena tzv. amplifikační křivka. Následně je na základě dané prahové hodnoty pro každou amplifikační křivku určen bod tzv. Crossing point (CT). Lineární regresí CT bodů od standardů (vzorků se známou počáteční koncentrací sledovaného úseku DNA) je sestavena standardní křivka, která představuje závislost počáteční koncentrace vzorků na intenzitě naměřeného fluorescenčního záření. Dosazením CT bodů od neznámých vzorků do příslušné standardní křivky jsou následně získány přibližné hodnoty jejich počátečních koncentrací pro vyšetřovaný segment DNA.

### Metoda MAK 2
MAK2 (Mass Action Kinetic with 2 parameters) empirický model, který vyžaduje pouze jeden standardní vzorek a svou přesností se vyrovná klasické metodě využívající standardní křivku. Tento model se hodí pro POCT (Point of Care) systémy, kde by příprava více standardů zdržovala. Metoda byla odvozena  na základě reakční kinetiky v exponenciální fázi PCR. Od svého objevení v roce 2010 byla tato metoda podrobena rozsáhlému testování a kritice. Ukázalo se , že MAK 2 funguje spolehlivě pouze v případě, že je efektivita reakce (faktor nárůstu kopií DNA za jednu periodu teplotního cyklu) v exponenciální fázi přibližně konstantní.